# 인도메타신
인도메타신(indometacin, INN; 또는 USAN: indomethacin)은 발열, 통증, 경직, 염증으로 인한 종창을 감소시키기 위한 처방약으로 흔히 사용되는 비스테로이드 항염증제(NSAID)이다. 이러한 증상들을 유발하는 것으로 알려진 프로스타글란딘, 내인성의 신호를 보내는 분자의 생성을 억제함으로써 동작한다. 프로스타글란딘의 생성의 촉매 역할을 하는 효소인 사이클로옥시지네이스를 억제함으로써 동작한다.
12개 이상의 각기 다른 이름의 상표명으로 마케팅된다. 2015년 기준으로 미국내 일반적인 월별 약물 비용은 25 USD 미만이다.

## 역사
인도메타신은 1963년 개발되었으며 1965년 미국 식품의약국(FDA)에 의해 미국에서의 사용이 최초로 승인되었다. COX를 억제하는 다른 여러 NSAID류와 더불어 동작 구조가 1971년 기술되었다.